# Наша остання година
Наша остання година (англ. Our Final Hour) — книга 2003 року британського королівського астронома сера Мартіна Ріcа, присвячена обговоренню загроз існуванню людства від сучасних технологій.
Автор обговорює низку екзистенціальних ризиків, з якими стикається людство, і оцінює, що ймовірність вимирання до 2100 року нашої ери становить приблизно 50 відсотків, виходячи з можливості злоякісного або випадкового випуску руйнівної технології.

## Доля людства та рекомендації щодо виживання
У «Нашій останній годині» Ріc досліджує різні варіанти загибелі людства та їхню ймовірність, зокрема ризики, спричинені наслідками нових технологій (таких як нанотехнології чи машинний суперінтелект), неконтрольованих наукових експериментів, насильства терористів чи фундаменталістів або руйнування біосфери. Він припускає, що шанси людства на виживання можуть бути покращені, якщо вийти в космос.
Щоб зменшити загрозу вимирання людства, Ріс пропонує всесвітнє регулювання деяких видів наукових досліджень і контроль відкритого доступу до таких досліджень.
Ріс брав активну участь у кампаніях з роззброєння, і хоча він вважає ядерну війну менш імовірною причиною вимирання, він виступає за контроль над озброєннями так само, як і за контроль над наукою й технологіями (див. також Світовий уряд).
Ріс більше стурбований можливістю масштабних біотерористичних атак, про що свідчить його ставка (зареєстрована в Long Bet Project), що такі події відбудуться протягом наступних двадцяти років. Він стверджує, що в 1990-х роках японська релігійна секта Аум Сінрікьо безуспішно намагалася отримати зразок вірусу Ебола, який тепер вони могли б створити у своїй лабораторії на горі Фудзі, використовуючи інгредієнти та інструкції з Інтернету.
Ріс виступає за дослідження космосу на основі вільного ринку та виживання за допомогою колонізації, і вірить, що багатство розсуне кордони космосу.